# Placówka Straży Granicznej w Zwardoniu
Placówka Straży Granicznej w Zwardoniu – zlikwidowana graniczna jednostka organizacyjna Straży Granicznej realizująca zadania w ochronie granicy państwowej z Republiką Słowacką.

## Formowanie i zmiany organizacyjne
Placówka Straży Granicznej w Zwardoniu (Placówka SG w Zwardoniu) z siedzibą w Zwardoniu, na terenie kolejowego przejścia granicznego Zwardoń-Skalité, została powołana 24 sierpnia 2005 Ustawą z 22 kwietnia 2005 O zmianie ustawy o Straży Granicznej..., w strukturach Karpackiego Oddziału Straży Granicznej w Nowym Sączu z przemianowania dotychczas funkcjonującej Granicznej Placówki Kontrolnej Straży Granicznej w Zwardoniu (GPK SG w Zwardoniu). Znacznie rozszerzono także uprawnienia komendantów, m.in. w zakresie działań podejmowanych wobec cudzoziemców przebywających na terytorium RP.
W styczniu 2006 siedziba Placówki SG w Zwardoniu została przeniesiona do obiektów w drogowym przejściu granicznym Zwardoń-Skalité.
W związku z reorganizacją Karpackiego Oddziału Straży Granicznej, związaną z realizacją przez Straż Graniczną nowych zadań, po włączeniu Polski do strefy Schengen (zniesienie kontroli granicznej i odstąpienie od konieczności fizycznej ochrony granicy państwowej), obszar działania uległ przesunięciu w głąb kraju, Placówka Straży Granicznej w Zwardoniu 15 stycznia 2008 została rozformowania. Zadania zlikwidowanej placówki przejęła Placówka Straży Granicznej w Żywcu (Placówka SG w Żywcu), która przejęła do ochrony odcinek granicy państwowej dotychczas ochraniany przez placówki Straży Granicznej w Korbielowie i Zwardoniu.

## Ochrona granicy

### Podległe przejścia graniczne
Stan z 21 grudnia 2007
- Zwardoń-Skalité (kolejowe) – 24.08.2005–21.12.2007
- Zwardoń-Myto-Skalité (drogowe) – 24.08.2005–21.12.2007
- Zwardoń-Skalité (drogowe) – 16.01.2006–21.12.2007
- Jaworzynka-Čierne – 24.08.2005–21.12.2007
- Górka Gomółka-Skalité Serafínov – 24.08.2005–21.12.2007
- Zwardoń-Skalité (turystyczne) – 24.08.2005–21.12.2007
- Bor-Oščadnica-Vreščovka – 24.08.2005–21.12.2007
- Rycerka-Nová Bystrica – 24.08.2005–21.12.2007
- Przegibek-Vychylovka – 24.08.2005–21.12.2007
- Wielka Racza-Veľká Rača – 24.08.2005–21.12.2007
- Kikula-Kykula – 15.12.2005–21.12.2007.

## Placówki sąsiednie
- Placówka SG w Korbielowie ⇔ Placówka SG w Jaworzynce[2].

## Komendanci placówki
- mjr SG Sławomir Walczak (24.08.2005–15.01.2008) – do rozformowania[b].